# Zakrzewo-Kopijki (gromada)
Zakrzewo-Kopijki – dawna gromada, czyli najmniejsza jednostka podziału terytorialnego Polskiej Rzeczypospolitej Ludowej w latach 1954–1972.
Gromady, z gromadzkimi radami narodowymi (GRN) jako organami władzy najniższego stopnia na wsi, funkcjonowały od reformy reorganizującej administrację wiejską przeprowadzonej jesienią 1954 do momentu ich zniesienia z dniem 1 stycznia 1973, tym samym wypierając organizację gminną w latach 1954–1972.
Gromadę Zakrzewo-Kopijki z siedzibą GRN w Zakrzewie-Kopijkach utworzono – jako jedną z 8759 gromad na obszarze Polski – w powiecie ostrowskim w woj. warszawskim, na mocy uchwały nr VI/10/11/54 WRN w Warszawie z dnia 5 października 1954. W skład jednostki weszły obszary dotychczasowych gromad Gąsiorowo, Kietlanka, Pętkowo Wielkie, Pułazie, Zakrzewo-Kopijki, Zakrzewo Wielkie, Zakrzewo-Zalesie, Zgleczewo Panieńskie i Zgleczewo Szlacheckie ze zniesionej gminy Zaręby Kościelne w tymże powiecie. Dla gromady ustalono 17 członków gromadzkiej rady narodowej.
31 grudnia 1959 z gromady Zakrzewo-Kopijki wyłączono wsie Gąsiorowo, Kietlanka i Pułazie, włączając je do gromady Zaręby Kościelne w tymże powiecie, po czym gromadę Zakrzewo-Kopijki zniesiono a jej (pozostały) obszar włączono do gromady Zuzela tamże.